# Psechrus xinping
Psechrus xinping är en spindelart som beskrevs av Chen et al. 2002. Psechrus xinping ingår i släktet Psechrus och familjen Psechridae. Inga underarter finns listade i Catalogue of Life.